# Верхозін Олексій Володимирович
 Олексі́й Володи́мирович Верхозін — підполковник Збройних сил України, учасник російсько-української війни, що відзначився під час російського вторгнення в Україну в 2022 році.

## Життєпис
З початком російського вторгнення у квітні 2014 року брав участь в АТО на сході України. Обіймав посаду командира 4-ї роти 2-го батальйону 93-ї окремої механізованої бригади. Зокрема, вже на початку травня цього ж року відзначився в бою під Добропіллям.

## Нагороди
- орден Богдана Хмельницького III ступеня (2022) — за особисту мужність і самовіддані дії, виявлені у захисті державного суверенітету та територіальної цілісності України, вірність військовій присязі[2].